# Anthaxia hackeri
Anthaxia hackeri es una especie de escarabajo del género Anthaxia, familia Buprestidae. Fue descrita científicamente por Frivaldszky en 1884.